# 安德烈·菲利普斯
安德烈·菲利普斯（英語：Andre Phillips，1959年9月5日—），美国男子田径运动员，主攻跨栏。他曾代表美国参加1988年夏季奥林匹克运动会田径比赛，获得男子400米栏金牌。